# Ráday család
A rádai Ráday család a Rátót nemzetségből származó régi nemesi magyar család.

## Családtörténet
A család ősi törzse állítólag a XI. század vége felé, Könyves Kálmán uralkodása alatt Nápolyból jött Magyarországra. Rátold volt az, aki megalapította az idővel több ágra oszlott Rátót nemzetséget. Ebből származott a XIV. században már Ráday nevet viselő I. Balázs, akinek leszármazottai közül I. István 1545-ben Pest vármegye szolgabírája volt. Az ugyanebben a században élt I. Máté II. Lajos király alatt Dévény várnagya volt, I. Ferdinánd idején pedig a Dráva-parton álló Babócsa várát védte a törökök ellen. Ezek mellett tudósnak is számított, ezért a deák nevet viselte és  érdemei jutalmául 1552-ben a királytól ősi címeréhez pótlékot nyert. Máté fia volt Péter, egy dunai sajkás sereg vezére, aki egy ideig török fogságban szenvedett. Simon ugyanebben a században szepesi kanonok volt. I. István unokáját, Andrást Nógrád vármegye küldte követéül az 1649-i országgyűlésre, s több ízben vállalt Pest vármegyében alispánságot. Első feleségétől, Madách Zsófiától született fia, II. Gáspár (1682–1711) is ugyanazt a tisztséget viselte a megyében, mint apja. A család felemelkedése Ráday Pállal kezdődött, aki Rákóczi diplomatája, titkos kancelláriájának vezetője volt, majd a szabadságharc leverése után a hazai protestánsok vezéralakjává vált. Miután a péceli uradalom Kajali Klárával (a Nógrád megyei főjegyző lányával) kötött házassága révén hozományképpen birtokába került, Ráday Pál felépíttette az első péceli kúriát 1722 és 1730 között, mely a mai kastély alapját alkotja. II. Gáspár unokája, Ráday Gedeon 1782. február 8-án bárói, majd 1790. február 18-án grófi rangot kapott II. Józseftől.

## Leszármazás
(A teljesség igénye nélkül)
- Rathold (Rátót)
  - Balázs
    - Ráday Jakab
      - Balázs
        - Gergely
          - Máté
          - Bálint
            - István
              - Gáspár
                - István
                - János
                - András, Pest vármegye alispánja. Első felesége: Madách Zsófia; Második felesége: Libercsey Erzsébet
                  - András
                  - Gáspár, Pest vármegye alispánja. Felesége: Libercsey Rozina
                    - Pál (1677–1733). Felesége: Kajaly Klára (†1741)
                      - Gedeon (1713–1792). Felesége: Szentpétery Katalin
                        - Gedeon (1745–1801), Hont vármegye főispáni helytartója. Felesége: fáji Fáy Zsuzsa (†1816)
                          - Gedeon (1797?)
                          - Pál (1768–1827). Felesége: báró tótprónai és blatnicai Prónay Ágnes (1773–1844)
                            - Anna (1794-1841) Férje: nádasdi és fogarasföldi gróf Nádasdy László (1788-1826)
                            - László (1804–1868). Felesége: Ida von Wartensleben grófnő (1807–1864)
                              - Gedeon (1829–1901). Felesége: bárcai Bárczay Anna (1833–1898)
                              - Gábor (?)

                            - Gedeon (1806–1873), Nógrád vármegye főispánja. Felesége: széki gróf Teleki Borbála (1811–1841)
                              - Pál (1830–1879). Első felesége: Klara von Wartensleben grófnő (1831–1853); Második felesége: Nagy Zsuzsanna (1830–1882)
                              - Gedeon (1841–1883). Felesége: Philippine von Pergen grófnő (1841–1905)
                                - Gedeon (1872–1937), Pest vármegye és Kecskemét szabad királyi város főispánja, belügyminiszter. Felesége: szirmabessenyői Szirmay Alice (1869–1943)

                          - Gedeon (1797?)

                    - Eszter (1716–1764). Férje: széki gróf Teleki László (1710–1778)

                - Sándor

## A kastély
A család kastélya Pécelen található. A kastélyt  Ráday Pál (1677-1733) II. Rákóczi Ferenc diplomatája és fia Ráday Gedeon (1713-1792) építette, barokk stílusban 1677 - 1770 között.